# Anselmo Colzani
Anselmo Colzani (Budrio, Emília-Romanya, 28 de març del 1918 – Milà, Llombardia, 19 de març del 2006) fou un baríton italià.

Va estudiar amb Corrado Zambelli, debutant el novembre de 1946 al "Teatro Comunale" de Bolonya en el paper de l'Herald a Lohengrin, al qual van seguir nombrosos compromisos en teatres italians. Va debutar al "Teatro alla Scala" de Milà el 1952 a Cavalleria rusticana, seguit el 1956 per Fedora i Samsom et Dalila, al costat de Mario Del Monaco i Giulietta Simionato. El 1955 va estar entre els intèrprets d'una important producció de Poliuto als Banys de Caracal·la, al costat de Maria Caniglia i Giacomo Lauri Volpi.
Va fer visites freqüents als Estats Units, primer a San Francisco el 1956 i posteriorment al Metropolitan Theatre de Nova York, on va actuar habitualment a partir del 1960, començant pel paper principal a Simon Boccanegra, que havia quedat vacant un mes abans. per la mort sobtada de Leonard Warren. Va actuar al Met durant divuit anys, catorze d'ells consecutius, actuant en òperes de repertori com Nabucco, Aïda, Lucia di Lammermoor, Otello, Tosca, La fanciulla del West, La Gioconda i altres.
Va ser el primer a interpretar, l'any 1955 al "Teatro alla Scala" de Milà, el paper protagonista de David de Darius Milhaud; l'any següent va participar en l'estrena mundial de Troilus and Cressida de William Walton.
El 1964 va entrar al repertori brillant, interpretant amb èxit el paper de Falstaff al Met, que també va repetir a La Scala el 1967, al qual es van afegir Le convenienze ed inconvenienze teatrali el 1970 a Venècia. Va sortir a l'escenari per darrera vegada l'any 1980 en el paper de Scarpia.

## Repertori
| Papaer                               | Obra                                     | Compositar        |
| ------------------------------------ | ---------------------------------------- | ----------------- |
| Escamillo                            | Carmen                                   | Bizet             |
| Michonnet                            | Adriana Lecouvreur                       | Cilea             |
| Donna Agata                          | Le convenienze ed inconvenienze teatrali | Donizetti         |
| Enrico Ashton                        | Lucia di Lammermoor                      | Donizetti         |
| Severo                               | Poliuto                                  | Donizetti         |
| Carlo Gérard                         | Andrea Chénier                           | Giordano          |
| De Sirieux                           | Fedora                                   | Giordano          |
| Neri Chiaramantesi                   | La cena delle beffe                      | Giordano          |
| Toante                               | Iphigénie en Tauride                     | Gluck             |
| Tonio/Taddeo                         | Pagliacci                                | Leoncavallo       |
| Compare Alfio                        | Cavalleria rusticana                     | Mascagni          |
| David                                | David                                    | Milhaud           |
| Teseo                                | Fedra                                    | Pizzetti          |
| Barnaba                              | La Gioconda                              | Ponchielli        |
| Napoleone Bonaparte                  | Voina i mir                              | Serguei Prokófiev |
| Marcello                             | La bohème                                | Puccini           |
| Vitellio Scarpia                     | Tosca                                    | Puccini           |
| Sharpless                            | Madama Butterfly                         | Puccini           |
| Jack Rance                           | La fanciulla del West                    | Puccini           |
| Gran Sacerdote di Dagon              | Samson et Dalila                         | Saint-Saëns       |
| Filippo Augusto                      | Agnes von Hohenstaufen                   | Spontini          |
| Nabucco                              | Nabucco                                  | Verdi             |
| Macbeth                              | Macbeth                                  | Verdi             |
| Rigoletto                            | Rigoletto                                | Verdi             |
| Conte di Luna                        | Il trovatore                             | Verdi             |
| Simon Boccanegra                     | Simon Boccanegra                         | Verdi             |
| Don Carlo di Vargas                  | La forza del destino                     | Verdi             |
| Amonasro                             | Aïda                                     | Verdi             |
| Jago                                 | Otello                                   | Verdi             |
| Sir John Falstaff                    | Falstaff                                 | Verdi             |
| Araldo del Re Federico di Telramondo | Lohengrin                                | Wagner            |
| Gianciotto Malatesta                 | Francesca da Rimini                      | Zandonai          |

## Disc i videografia
Enregistraments d'estudi

- Lucia di Lammermoor - Dolores Wilson, Gianni Poggi, Anselmo Colzani, Silvio Maionica - dir. Franco Capuana - Urania 1951
- La forza del destino - Adriana Guerrini, Giuseppe Campora, Anselmo Colzani, Giuseppe Modesti, Miriam Pirazzini - dir. Armando La Rosa Parodi - Urania 1952
- La Gioconda - Anita Corridori, Giuseppe Campora, Anselmo Colzani, Miriam Pirazzini, Fernando Corena, Rina Cavallari - dir. Armando La Rosa Parodi - Urania 1952

Enregistraments en directe
- La cena delle beffe - Gigliola Frazzoni, Anselmo Colzani, Antonio Annaloro, Mafalda Micheluzzi - dir. Oliviero De Fabritiis - RAI-Milano 1950 EJS/Myto
- Voina i mir (en italià) - Ettore Bastianini, Franco Corelli, Fedora Barbieri, Rosanna Carteri, Mirto Picchi, Anselmo Colzani - dir. Artur Rodziński - Firenze 1953 Melodram
- Fedra - Mercedes Fortunati, Anselmo Colzani, Aldo Bertocci, Nicola Zaccaria, Silvio Majonica - dir. Nino Sanzogno - RAI-Milano 1954 Opera D'Oro
- Agnes von Hohenstaufen - Lucilla Udovich, Franco Corelli, Francesco Albanese, Giangiacomo Guelfi, Anselmo Colzani - dir. Vittorio Gui - Firenze 1954 Cetra/Melodram/Myto
- Aïda - Antonietta Stella, Franco Corelli, Fedora Barbieri, Anselmo Colzani, Mario Petri - dir. Vittorio Gui - Napoli 1955 Bongiovanni/IDIS
- Monte Ivnor - Leyla Gencer, Miriam Pirazzini, Anselmo Colzani, Nestore Catalani - dir. Armando La Rosa Parodi - RAI-Milano 1957 GOP
- Iphigénie en Tauride - Maria Callas, Dino Dondi, Francesco Albanese, Anselmo Colzani, Fiorenza Cossotto - dir. Nino Sanzogno - La Scala 1957 EMI
- Otello - Mario Del Monaco, Marcella Pobbe, Anselmo Colzani, dir. Vincenzo Bellezza - Napoli 1957 Opera Lovers
- Tosca - Renata Tebaldi, Franco Corelli, Anselmo Colzani - Livorno 1959 Walhall
- Francesca da Rimini - Leyla Gencer, Renato Cioni, Ansemo Colzani - dir. Franco Capuana - Trieste 1961 Cetra/Arkadia
- Andrea Chenier - Franco Corelli, Zinka Milanov, Anselmo Colzani - dir. Fausto Cleva - Met 1962 Lyric Distribution/Opera Lovers
- Macbeth - Anselmo Colzani, Leonie Rysanek, Giorgio Tozzi, Carlo Bergonzi, dir. Joseph Rosenstock - Met 1962 Living Stage/Bensar
- La fanciulla del West - Dorothy Kirsten, Richard Tucker, Anselmo Colzani - dir. Fausto Cleva - Met 1962 Myto
- Adriana Lecouvreur - Renata Tebaldi, Franco Corelli, Biserka Cvejic, Anselmo Colzani - dir. Silvio Varviso - Met 1963 GOP/Living Stage
- Falstaff - Anselmo Colzani, Gabriella Tucci, Regina Resnik, Mario Sereni, Luigi Alva, Judith Raskin, dir. Leonard Bernstein - Met 1964 Opera Lovers
- Pagliacci - Franco Corelli, Lucine Amara, Anselmo Colzani - dir. Nello Santi - Met 1964 Melodram/Myto
- La fanciulla del west - Dorothy Kirsten, Franco Corelli, Anselmo Colzani - dir. Anton Guadagno - Filadèlfia 1964 Melodram
- La fanciulla del west - Magda Olivero, Gastone Limarilli, Anselmo Colzani - dir. Fernando Previtali - Torí 1966 MRF
- La Gioconda - Renata Tebaldi, Franco Corelli, Anselmo Colzani, Mignon Dunn, Joshua Hecht - dir. Anton Guadagno - Filadèlfia 1966 On Stage/BCS
- Andrea Chenier - Franco Corelli, Renata Tebaldi, Anselmo Colzani - dir. Lamberto Gardelli - Met 1966 Myto
- La Gioconda - Renata Tebaldi, Gianfranco Cecchele, Anselmo Colzani, Franca Mattiucci, Paolo Washington - dir. Lamberto Gardelli - Napoli 1968 Hardy Classic
- Adriana Lecouvreur - Renata Tebaldi, Plácido Domingo, Elena Cernei, Anselmo Colzani - dir. Fausto Cleva - Met 1968 SRO
- Tosca - Elinor Ross, Carlo Bergonzi, Anselmo Colzani - dir. Francesco Molinari-Pradelli - Met 1970 Opera Lovers

Video

- Carmen - Belen Amparan, Franco Corelli, Elda Ribetti, Anselmo Colzani - dir. Nino Sanzogno - Film TV 1956 - in italiano - Hardy Classics (DVD)
- La fanciulla del west - Antonietta Stella, Gastone Limarilli, Anselmo Colzani - dir. Oliviero De Fabritiis - dal vivo Tokyo 1963 VAI (DVD)
- Aïda - Leyla Gencer, Carlo Bergonzi, Fiorenza Cossotto, Anselmo Colzani, Bonaldo Giaiotti - dir. Franco Capuana - dal vivo Arena di Verona 1966 - Hardy Classics (DVD)